# 絶対王者
絶対王者（ぜったいおうじゃ）は、王座、タイトルを保有する者の中でも、通算獲得数や連続獲得数で抜きん出た記録を持つ人物・組織に付けられる事が多い通称である。

## 概要
かつてはプロレスリングにおいて、力道山、ジャイアント馬場、アントニオ猪木など、絶対王者であることが当たり前であった（ジャイアント馬場はPWFヘビー級王座で38回連続防衛を記録している）。ゆえに、昭和期には絶対王者という言い方はなく、この表現が生まれたのは平成に入って（2004年には秋山準が小橋建太の事を絶対王者と呼んでいる）、複数エース制がメジャー団体で定着して以降のことである。

ボクシングなどランクが低い者でも、タイトルを取ることでチャンピオンになるため、必ずしもチャンピオンがワールドランク1位という事はない。またAPやUPIなど投票の結果によってランクを決める米国の大学試合（フットボールなど）においてランクが低くてもタイトルをとってしまう場合が多い。そのため「誰も疑う余地のない、絶対的なチャンピオン」を敬称した場合に呼ばれる。
なお、上記のように絶対王者という言葉が出来たのが平成以降であるため、昭和以前に全盛時を迎えた人物には絶対王者と呼ばれるに足る実績を上げていても、そう言われていない者もいる（将棋の大山康晴・中原誠、囲碁の呉清源・坂田栄男、大相撲の大鵬など）。

## 絶対王者として知られる人物
- バレンティーノ・ロッシ - MotoGP
- ミック・ドゥーハン - GP500[1]
- ミハエル・シューマッハ - F1
- セバスチャン・ローブ - WRC
- 山野哲也 - SUPER GT、全日本ジムカーナ
- ロニー・クインタレッリ - SUPERGT
- ロジャー・フェデラー - テニス[2]
- ラファエル・ナダル - テニス
- ノバク・ジョコビッチ - テニス
- インゲマル・ステンマルク - アルペンスキー
- 中野浩一 - 競輪
- 藤井聡太 - 将棋[3]
- 高橋貢 - オートレース[4]
- フロイド・メイウェザー・ジュニア - ボクシング
- リカルド・ロペス - ボクシング
- ヴァンダレイ・シウバ - 総合格闘家
- ピーター・アーツ - K-1
- セミー・シュルト - K-1[5]
- 小橋建太 - プロレスリング[6]
- 川田利明 - プロレスリング
- 棚橋弘至 - プロレスリング
- ザック・セイバーJr. - プロレスリング
- 斉藤ブラザーズ - プロレスリング
- オカダ・カズチカ - プロレスリング
- YAMATO - プロレスリング
- CIMA - プロレスリング
- 吉野正人 - プロレスリング
- 紫雷イオ - プロレスリング
- ジュリア - プロレスリング
- 上谷沙弥 - プロレスリング
- 吏南 - プロレスリング
- 岩谷麻優 - プロレスリング
- AZM - プロレスリング
- 竹下幸之介 - プロレスリング
- 金丸義信 - プロレスリング
- 石森太二 - プロレスリング
- HAYATA - プロレスリング
- ロマン・レインズ -プロレスリング
- 吉田沙保里 - アマチュアレスリング[7]
- 伊調馨 - アマチュアレスリング
- ジャンボ尾崎 - ゴルフ
- 不動裕理 - ゴルフ
- 羽生結弦 - フィギュアスケート[8]
- 羽生善治 - 将棋[9]
- 内村航平 - 体操競技[10]
- テディ・リネール - 柔道[11]
- 千代の富士 - 相撲
- 白鵬 - 相撲
- エフゲニア・メドベージェワ - フィギュアスケート
- 小平奈緒 - スピードスケート[12]
- ショーン・ホワイト - スノーボード、スケートボード[13]
- ミカエル・キングズベリー - フリースタイルスキーモーグル
- アルマンド・デュプランティス - 陸上競技 棒高跳び[14]

## 絶対王者として知られる組織など
- アーティスティックスイミング ロシア代表 - アーティスティックスイミング
- 女子野球日本代表 - 野球
- ENEOS野球部 - 社会人野球
- ENEOSサンフラワーズ - 女子バスケットボール
- 名古屋オーシャンズ - 日本フットサルリーグ
- ディープインパクト - 競馬
- オジュウチョウサン - 競馬（障害競走）
- 名城大学女子駅伝部 - 駅伝
- アーセナルFC-プレミアリーグ